# Капиці-Старі
Капиці-Старі (пол. Kapice Stare) — село в Польщі, у гміні Тикоцин Білостоцького повіту Підляського воєводства.
Населення — 183 особи (2011).
У 1975-1998 роках село належало до Білостоцького воєводства.

## Демографія
Демографічна структура станом на 31 березня 2011 року:
|          | Загалом | Допрацездатний вік | Працездатний вік | Постпрацездатний вік |
| -------- | ------- | ------------------ | ---------------- | -------------------- |
| Чоловіки | 86      | 18                 | 57               | 11                   |
| Жінки    | 97      | 15                 | 53               | 29                   |
| Разом    | 183     | 33                 | 110              | 40                   |